# Fernando de Rosa Torner
Fernando de Rosa Torner (València, 1959) és un jutge i polític valencià, ha estat Conseller de Justícia i Administracions Públiques de la Generalitat Valenciana (2007-2008), president del Consell General del Poder Judicial de forma interina (2012), president de l'Audiència de València (2015-2019) i senador al Senat espanyol pel Partit Popular (PP) des de 2019.

## Biografia
Llicenciat en dret per la Universitat de València, especialitzat en dret privat. El 1984 esdevé jutge a diversos jutjats de la província de València i magistrat jutge degà dels jutjats de València de 1998 a 2003. El president de la Generalitat Francisco Camps el nomena Secretari Autonòmic de Justícia el 2003 i Conseller de Justícia i Administracions Públiques el 2007. Un any després deixà el càrrec per ser vicepresident del Consell General de Poder Judicial (CGPJ) espanyol a proposta del PP.
L'any 2012 va presidir el CGPJ de forma interina després de la dimissió de l'anterior president Carlos Dívar i el 2015 aconseguí la presidència de l'Audiència Provincial de València que va ostentar fins a l'any 2019 quan la va deixar per encapçalar la candidatura del PP al Senat espanyol per la circumscripció de València a les eleccions generals espanyoles d'abril de 2019. En aquell moment va oficialitzar la seua alta com a militant del PP, un gest que abans no podia haver realitzat donat la seua condició de jutge. Tot i això anteriorment, en els seus temps d'estudiant fou militant d'Aliança Popular, partit antecessor del PP.
La vinculació política de De Rosa, i de la seua família, amb la dreta política i social valenciana és ben sabuda. Forma part del món associatiu faller de la ciutat de València, així com de diverses entitats catòliques conservadores amb cert pes específic en l'alta burgesia valenciana. El seu germà, Alberto de Rosa, és directiu de l'empresa Ribera Salud que durant els governs del PP a la Generalitat Valenciana es va beneficiar de la gestió de diversos hospitals i departaments sanitaris. Enregistraments de converses en el marc de les investigacions judicials del cas Brugal implicaven a Fernando de Rosa en l'entramat corrupte.
També la seua germana Carmen de Rosa ocupa una posició social destacada com a presidenta de l'Ateneu Mercantil de València, també amb forts lligams en el món faller, catòlic i conservador de la ciutat.

### Polèmiques
La figura de Fernando de Rosa com a polític i a la vegada jutge ha estat envoltada de polèmica des del seu nomenament com a secretari autonòmic primer i conseller després als governs del president Camps.
En l'etapa com a Secretari Autonòmic de Justícia va impulsar una comissió de seguiment del fiscal en cap del Tribunal Superior de Justícia de la Comunitat Valenciana Ricard Cabedo que en aquells moments investigava presumptes delictes urbanístics que afectaven a diversos càrrecs locals del PP. De Rosa va acusar Cabedo de parcialitat pel fet que estiguera casat amb la diputada socialista Juana Serna.
L'any 2010 el jutge Baltasar Garzón demanà la recusació de De Rosa i dos jutges més per tal que no participaren en la deliberació de les tres querelles presentades contra Garzón arran de la investigació del Cas Gürtel on estaven implicats Francisco Camps i altres membres del PPCV.
La família de Rosa també ha estat acusada de participar en una suposada campanya contra la vicepresidenta del Consell de la Generalitat Mónica Oltra en el cas de la menor tutelada que va patir abusos i que l'empresa Ribera Salud va contractar mentre va durar la campanya d'assetjament a Oltra que finalment va forçar la seua dimissió. El seu germà, Alberto de Rosa, és directiu de Ribera Salut, empresa concessionària de diversos hospitals públics que foren privatitzats durant l'etapa del PP a la Generalitat Valenciana. La germana de tots dos, Carmen de Rosa és presidenta de l'Ateneu Mercantil de València des d'on també té capacitat d'influència social i política.